# Транспорт Канади
Транспорт Канади представлений автомобільним , залізничним , повітряним , водним (морським, річковим і озерним)  і трубопровідним , у населених пунктах  та у міжміському сполученні діє громадський транспорт пасажирських перевезень. Площа країни дорівнює 9 984 670 км² (2-ге місце у світі). Форма території країни — складна, видовжена в широтному напрямку, у північній частині — архіпелажна; максимальна дистанція з півночі на південь — 4627 км, зі сходу на захід — 5187 км. Географічне положення Канади дозволяє країні контролювати транспортні шляхи між акваторіями Атлантичного і Тихого океанів, як суходолом, так і через Арктику (Північно-Західний прохід); водний прохід до акваторії Великих озер через річку Святого Лаврентія; сухопутні шляхи до Аляски (США); повітряні коридори між Північною Америкою і Євразією через Північний полюс.

## Автомобільний
Загальна довжина автошляхів у Канаді, станом на 2011 рік, дорівнює 1 042 300 км, з яких 415,6 тис. км із твердим покриттям (17 тис. км швидкісних автомагістралей) із твердим покриттям і 626,7 тис. км без нього (7-ме місце у світі).

## Залізничний
Загальна довжина залізничних колій країни, станом на 2014 рік, становила 77 932 км (4-те місце у світі), з яких 77 932 км стандартної 1435-мм колії.

## Повітряний
У країні, станом на 2013 рік, діє 1467 аеропортів (4-те місце у світі), з них 523 із твердим покриттям злітно-посадкових смуг і 944 із ґрунтовим. Аеропорти країни за довжиною злітно-посадкових смуг розподіляються наступним чином (у дужках окремо кількість без твердого покриття):
- довші за 10 тис. футів (>3047 м) — 21 (0);
- від 10 тис. до 8 тис. футів (3047-2438 м) — 19 (0);
- від 8 тис. до 5 тис. футів (2437—1524 м) — 147 (75);
- від 5 тис. до 3 тис. футів (1523—914 м) — 257 (385);
- коротші за 3 тис. футів (<914 м) — 79 (484)[1].

У країні, станом на 2015 рік, зареєстровано 51 авіапідприємств, які оперують 879 повітряними суднами. За 2015 рік загальний пасажирообіг на внутрішніх і міжнародних рейсах становив 80,2 млн осіб. За 2015 рік повітряним транспортом було перевезено 2,07 млрд тонно-кілометрів вантажів (без врахування багажу пасажирів).
У країні, станом на 2013 рік, споруджено і діє 26 гелікоптерних майданчиків.
Канада є членом Міжнародної організації цивільної авіації (ICAO). Згідно зі статтею 20 Чиказької конвенції про міжнародну цивільну авіацію 1944 року, Міжнародна організація цивільної авіації для повітряних суден країни, станом на 2016 рік, закріпила реєстраційний префікс — C, заснований на радіопозивних, виділених Міжнародним союзом електрозв'язку (ITU). Аеропорти Канади мають літерний код ІКАО, що починається з — C.

## Водний

### Морський
Головні морські порти країни: Галіфакс і Сент-Джон на атлантичному, Ванкувер на тихоокеанському узбережжі. Балкерне завантаження залізної руди і зерна в порту Пор-Картьє. Річний вантажообіг контейнерних терміналів (дані за 2011 рік): Монреаль — 1,36 млн, Ванкувер — 2,51 млн контейнерів (TEU). СПГ-термінал для імпорту скрапленого природного газу діє в порту Сент-Джон.
Морський торговий флот країни, станом на 2010 рік, складався з 181 морського судна з тоннажем більшим за 1 тис. реєстрових тонн (GRT) кожне (35-те місце у світі), з яких: балкерів — 62, суховантажів — 15, інших вантажних суден — 1, танкерів для хімічної продукції — 15, нафторудовозів — 1, контейнеровозів — 2, пасажирських суден — 5, вантажно-пасажирських суден — 63, нафтових танкерів — 11, ролкерів — 6.
Станом на 2010 рік, кількість морських торгових суден, що ходять під прапором країни, але є власністю інших держав — 19 (Естонії — 1, Франції — 1, Нідерландів — 1, Норвегії — 4, Швеції- 2, Сполучених Штатів Америки — 10); зареєстровані під прапорами інших країн — 225 (Австралії — 5, Багамських Островів — 96, Барбадосу — 11, Камбоджі — 2, Кіпру — 2, Гондурасу — 1, Гонконгу — 77, Ліберії — 2, Мальти — 5, Маршаллових Островів — 8, Норвегії — 1, Панами — 6, Іспанії — 4, Вануату — 5).

### Річковий
Загальна довжина судноплавних ділянок річок і водних шляхів, доступних для суден з дедвейтом понад 500 тонн, 2011 року становила 4 391 км (77-ме місце у світі). Головна водна транспортна артерія країни — річка річка Святого Лаврентія — Великі Озера, чий 3 769 км шлях країна ділить з США. Для степових провінцій важливим водним транспортним шляхом є річка Саскачеван і озеро Вініпег. Для північно-західних провінцій — водна система річки Маккензі та великих озер (Великого Ведмежого, Великого Невільничого, Атабаски), річка Юкон.
Головні річкові порти країни: Монреаль, Квебек і Сет-Іль на річці Святого Лаврентія; Фрейзер на річці Фрейзер; Гамільтон на озері Онтаріо.

## Трубопровідний
Загальна довжина газогонів у Канаді, станом на 2013 рік, становила 100 тис. км.

## Державне управління
Держава здійснює управління транспортною інфраструктурою країни через міністерство транспорту. Станом на 12 грудня 2016 року міністерство в уряді Джастіна Трюдо очолював Марк Гарно.

### Українською
- Атлас. 10-11 клас. Економічна і соціальна географія світу / упорядники :  О. Я. Скуратович, Н. І. Чанцева. — К. : ДНВП «Картографія», 2010. — ISBN 978-966-475-639-3.
- Атлас світу / голов. ред. І. С. Руденко ; зав. ред. В. В. Радченко ; відп. ред. О. В. Вакуленко. — К. : ДНВП «Картографія», 2005. — 336 с. — ISBN 9666315467.
- Безуглий В. В. Економічна і соціальна географія зарубіжних країн : Навчальний посібник. — К. : ВЦ «Академія», 2007. — 704 с. — ISBN 978-966-580-239-6.
- Безуглий В. В., Козинець С. В. Регіональна економічна і соціальна географія світу : Навчальний посібник. — видання 2-ге, доп., перероб. — К. : ВЦ «Академія», 2007. — 688 с. — ISBN 966-580-144-9.
- Дахно І. І. Країни світу: Енциклопедичний довідник / І. І. Дахно, С. М. Тимофієв. — К. : Мапа, 2011. — 606 с. — (Бібліотека нового українця) — ISBN 978-966-8804-23-6.
- Дахно І. І. Економічна географія зарубіжних країн : навчальний посібник. — К. : Центр учбової літератури, 2014. — 319 с. — ISBN 978-611-01-0682-5.
- Дорошенко В. І. Географія транспорту : Навчальний посібник / В. І. Дорошенко, К. Д. Діденко. — К. : Київський нац. ун-т ім. Т. Шевченка, 2010. — 183 с. — ISBN 978-966-439-329-1.
- Дубович І. А. Країнознавчий словник-довідник. — 5-те вид., перероб. і доп. — К. : Знання, 2008. — 839 с. — ISBN 978-966-346-330-8.
- Економічна і соціальна географія країн світу : Навчальний посібник / За ред. С. П. Кузика. — Л. : Світ, 2002. — 672 с. — ISBN 966-603-178-7.
- Зарубіжна транспортна географія : навчальний посібник / уклад. : Петрашевський О. Л. и др. — К. : Національний транспортний університет, 2015. — 95 с. — ISBN 978-966-632-227-5.
- Кузик С. П., Книш М. М. Економічна і соціальна географія країн Америки : навч. посіб. — Л. : ЛНУ ім. Івана Франка, 1999. — 299 с. — ISBN 966-613-026-2.
- Юрківський В. М. Регіональна економічна і соціальна географія. Зарубіжні країни : Підручник. — К. : Либідь, 2001. — 416 с. — ISBN 966-06-0092-5.

### Англійською
- (англ.) Modern Transport Geography / Hoyle, B. and R. Knowles (eds). — Second Edition,. — London : Wiley, 1998.
- (англ.) Rodrigue, J-P. The Geography of Transport Systems. — Fourth Edition. — N. Y. : Routledge, 2017. — 440 с. — ISBN 978-1138669574.
- (англ.) Taaffe E. J., Gauthier H. L. and O'Kelly M. E. Geography of transportation. — Second Edition. — N. Y. : Prentice Hall, 1996. — ISBN 0-13-368572-1.
- (англ.) Black, W. Transportation: A Geographical Analysis. — N. Y. : Guilford, 2003.

### Російською
- (рос.) Максаковский В. П. Географическая картина мира. Книга I: Общая характеристика мира. — М. : Дрофа, 2008. — 495 с. — ISBN 978-5-358-05275-8.
- (рос.) Максаковский В. П. Географическая картина мира. Книга II: Региональная характеристика мира. — М. : Дрофа, 2009. — 480 с. — ISBN 978-5-358-06280-1.
- (рос.) Физико-географический атлас мира. — М. : Академия наук СССР и главное управление геодезии и картографии ГГК СССР, 1964. — 298 с.
- (рос.) Шаповал Н. С. Транспортная география и транспортные системы мира : учебное пособие. — К. : Центр учбової літератури, 2006. — 188 с. — ISBN 000-0000-00-4.
- (рос.) Экономическая, социальная и политическая география мира. Регионы и страны / под ред. С. Б. Лаврова, Н. В. Каледина. — М. : Гардарики, 2002. — 928 с. — ISBN 5-8297-0039-5.
- (рос.) Энциклопедия стран мира / глав. ред. Н. А. Симония. — М. : НПО «Экономика» РАН, отделение общественных наук, 2004. — 1319 с. — ISBN 5-282-02318-0.